# Polyommatus icarus
La mariposa ícaro o simplemente ícaro (Polyommatus icarus Rottemburg, 1775) es una especie de  lepidóptero perteneciente a la familia Lycaenidae.

## Subespecies

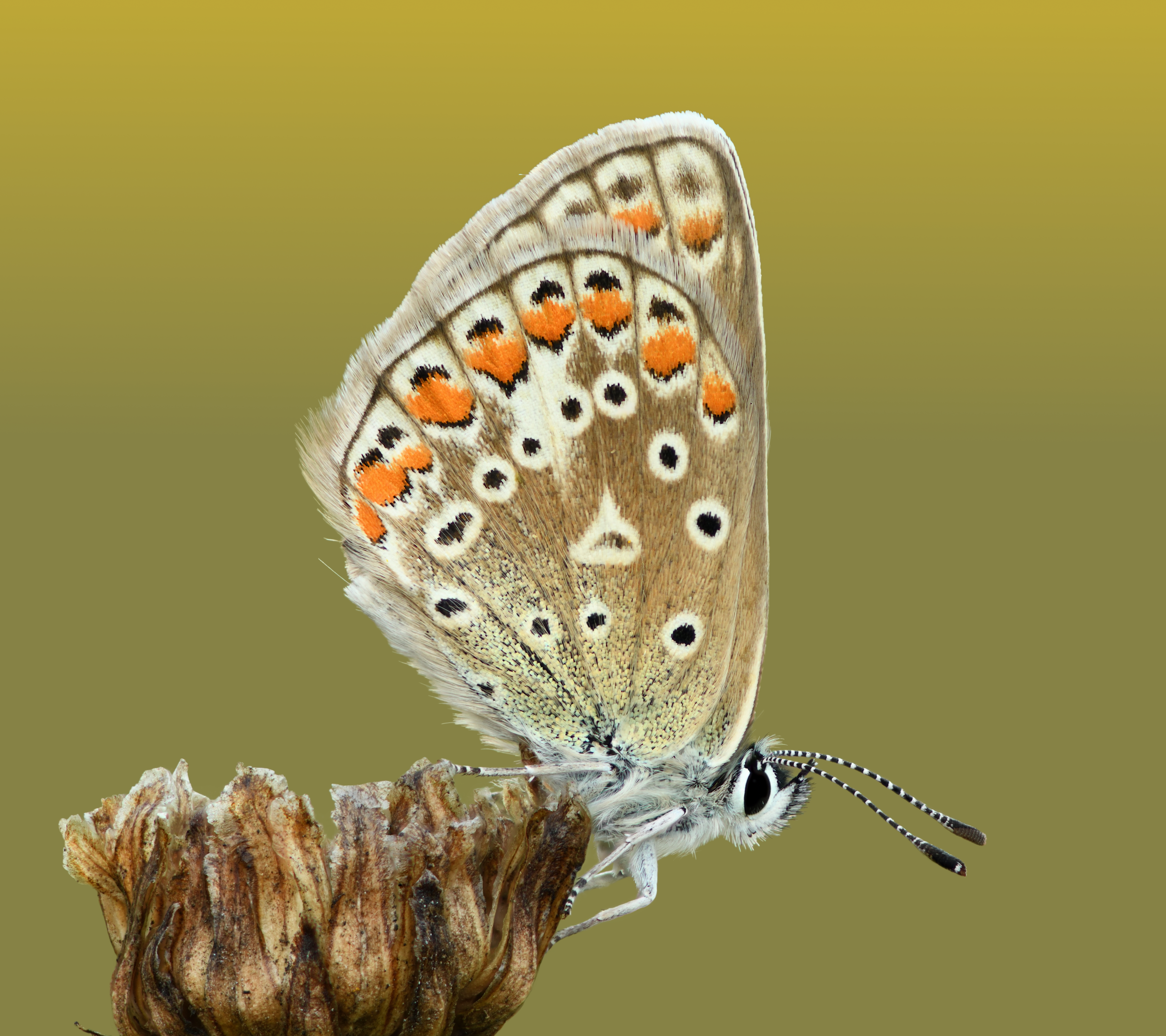
♀

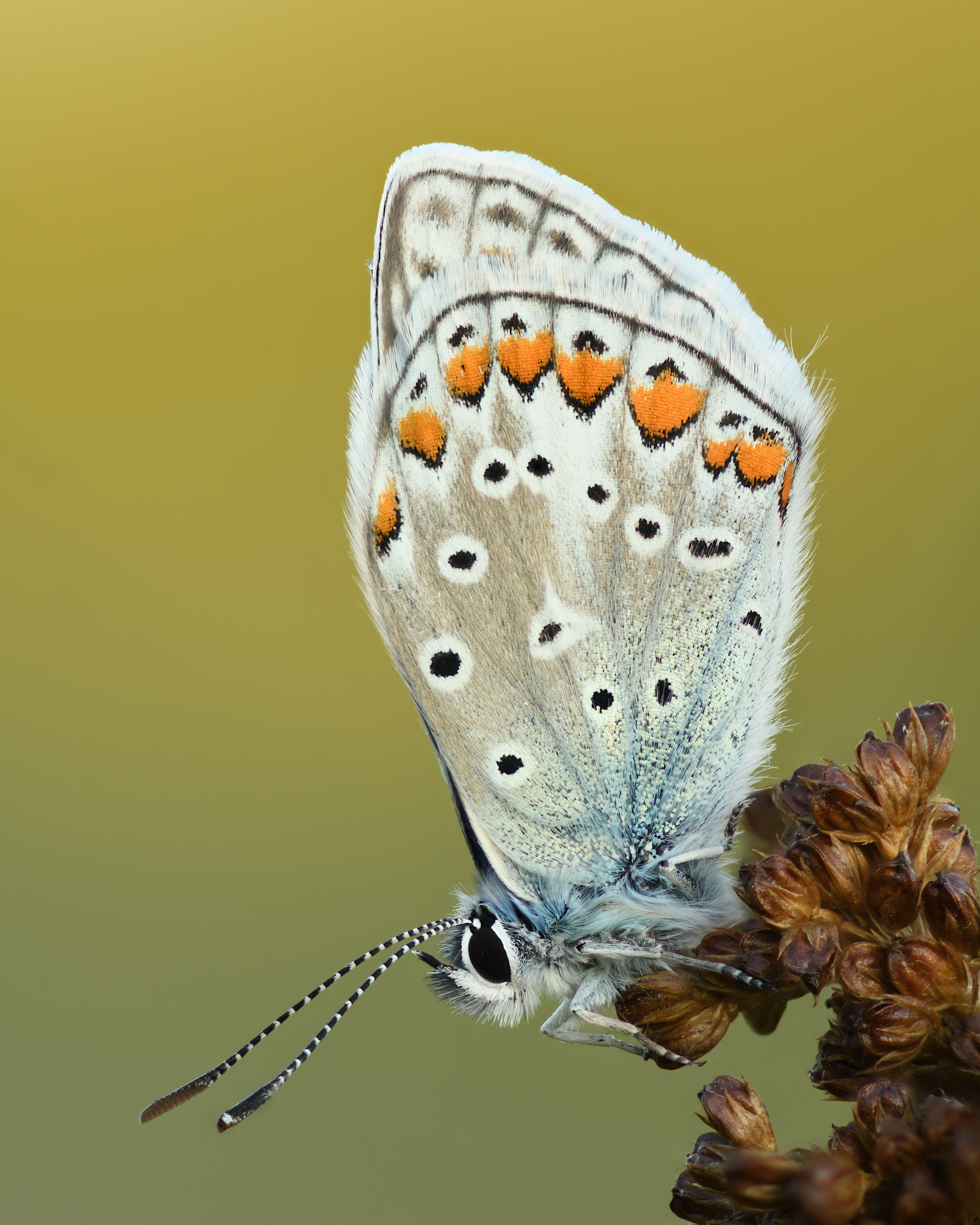
♂

Se han clasificado varias subespecies de P. icarus:
- P. i. icarus (Europa, Cáucaso, Transcaucasia)
- P. i. mariscolore (Kane, 1893) (Irlanda)
- P. i. fuchsi (Sheljuzhko, 1928) (Sur de Siberia, Transbaikalia)
- P. i. omelkoi Dubatolov & Korshunov, 1995 (Amur, Ussuri)
- P. i. ammosovi (Kurenzov, 1970) (Yakutia central, Kamchatka)
- P. i. fugitiva (Butler, 1881) (Pakistán)
- P. i. napaea (Grum-Grshimailo, 1891) (Tian-Shan)
- P. i. zelleri Verity, 1919

## Alimentación de las orugas
Algunas de las plantas nutricias de las larvas son:
- Medicago falcata
- Medicago lupulina
- Medicago sativa
- Trifolium dubium
- Trifolium arvense
- Trifolium repens
- Lotus corniculatus
- Lotus uliginosus
- Hippocrepis comosa
- Securigera varia
- Ononis spinosa
- Ononis repens

## Galería

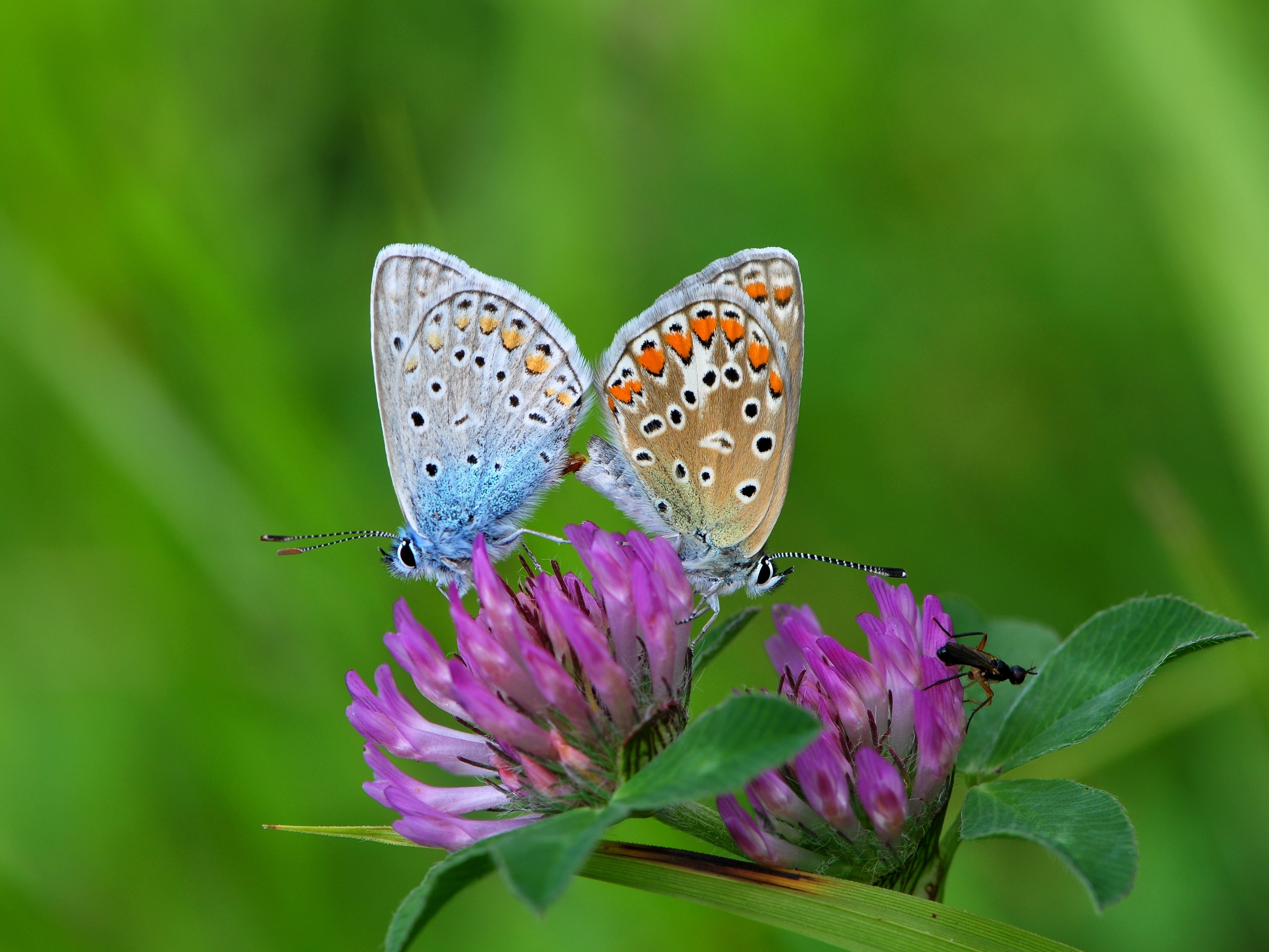
Cópula
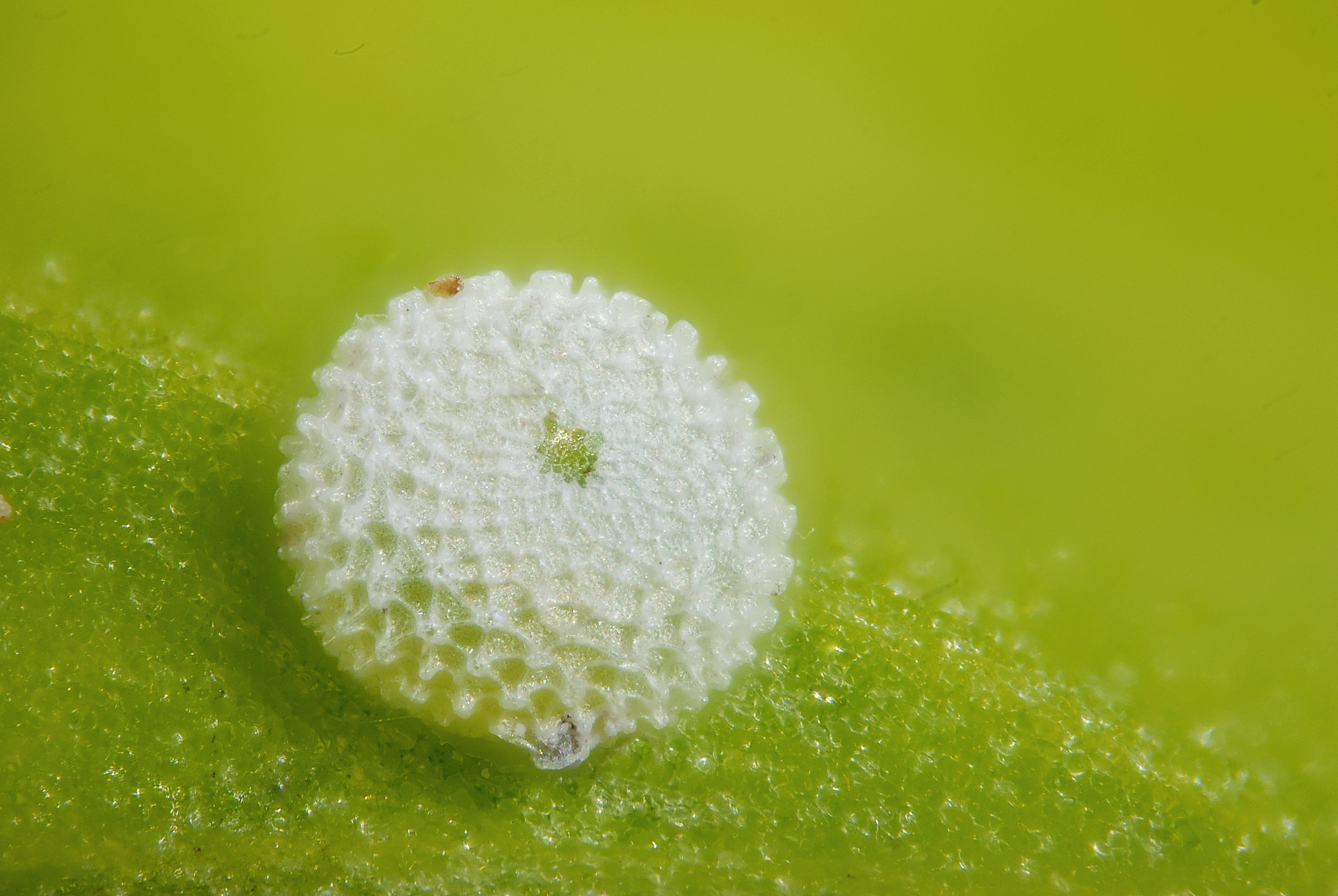
Huevo
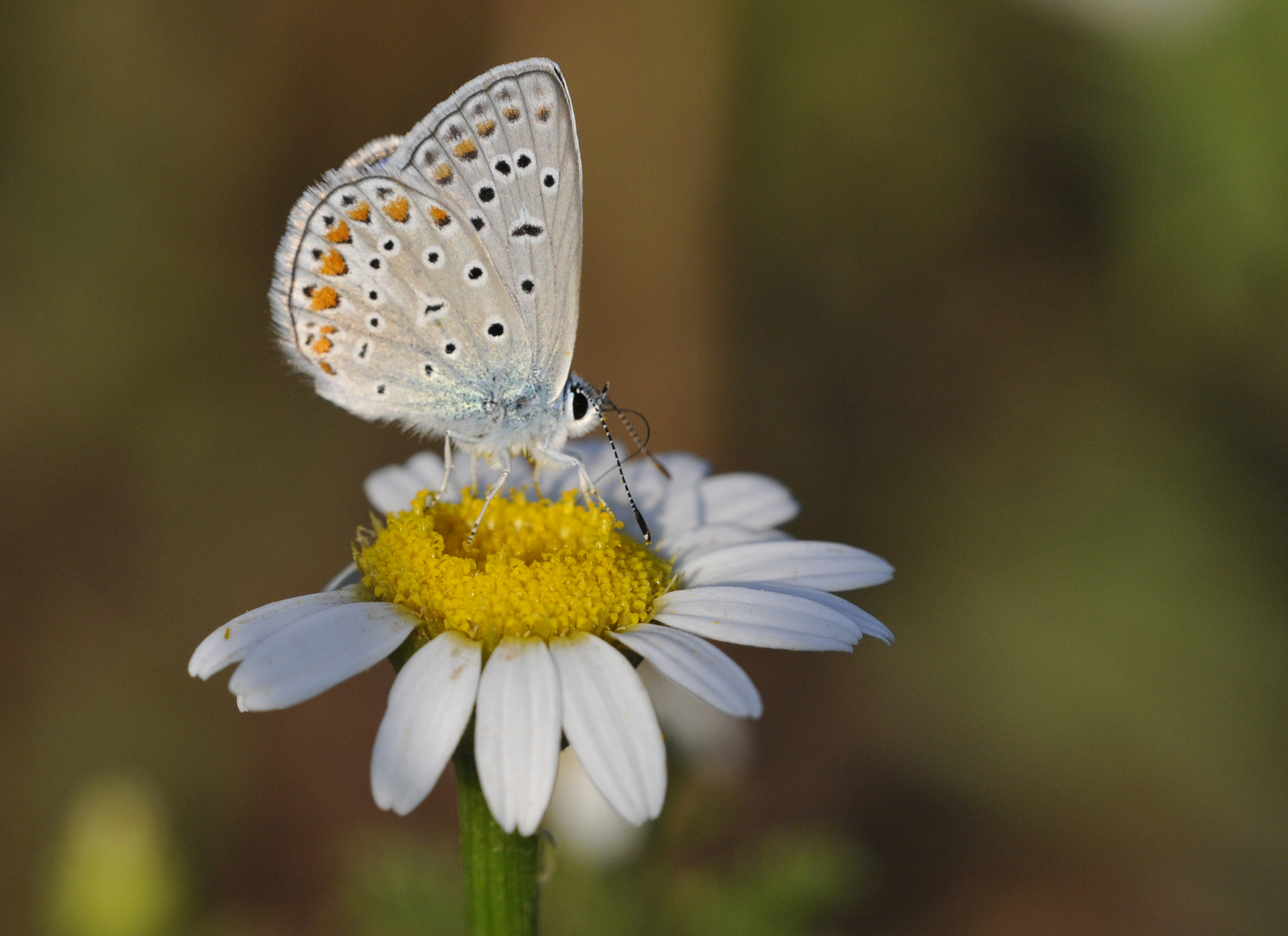
Macho
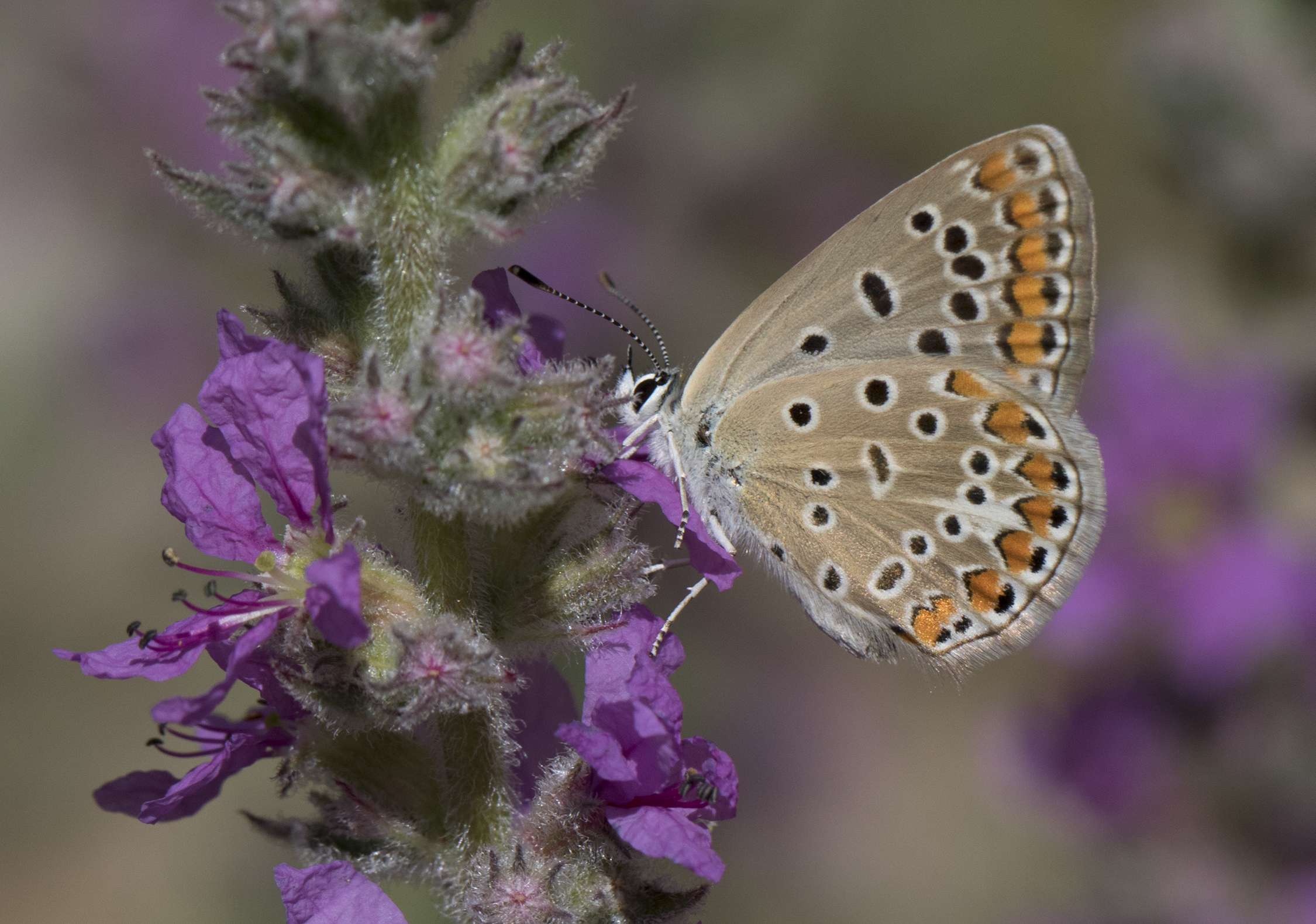
Hembra